# Miss Cast Away and the Island Girls
Miss Cast Away and the Island Girls (Miss Naufragio en español) es una película de 2004 dirigida por Bryan Michael Stoller, en la que interviene, en el papel de Agente MJ, el cantante Michael Jackson. La película es una mezcla entre Airplane!, dado su humor absurdo, y Scary Movie, dada las constantes referencias a éxitos más o menos recientes del cine norteamericano (tales como Náufrago, Hombres de negro, Titanic, Parque Jurásico, E.T., el extraterrestre, Tiburón, The Green Mile, El señor de los anillos, Atrápame si puedes, El planeta de los simios, La tormenta perfecta, La guerra de las galaxias, Harry Potter, Misión: Imposible, The Sixth Sense o Matrix).

## Argumento
El avión en el que viajan las participantes del concurso de belleza Miss Galaxy se estrella en el Pacífico cuando se dirigía a Japón. Todas las misses sobrevivientes, así como el piloto, Maximus Power (Eric Roberts), y el copiloto, Mike Sanders (Charlie Schlatter), arriban a una isla desierta. Aquí los náufragos harán un increíble descubrimiento: encontrarán el Arca de Noé. El Arca está protegido por Cerdo Jurásico (un cerdo prehistórico gigante) y Noé ha sido secuestrado por unos monos idénticos a los del planeta de los simios.